# Jermaine Jackson
Jermaine Jackson (født 11. december 1954) stiftede, sammen med sine 4 andre søskende Jackie, Tito, Marlon, Randy og Michael, bandet Jackson 5 alias The Jacksons.
Blandt hans mere kendte søskende kan nævnes Janet Jackson, La Toya Jackson.

## Diskografi
- Jermaine (1972)
- Come Into My Life (1973)
- My Name Is Jermaine (1976)
- Feel The Fire (1977)
- Frontiers (1978)
- Let's Get Serious (1979)
- Jermaine (1980)
- I Like Your Style (1981)
- Let Me Tickle Your Fancy (1982)
- Dynamite (Ogsa Kaldet Jermaine Jackson) (1984)
- Precious Moments (1986)
- Don't Take It Personal (1989)
- You Said (1991)